# Домміч
Домміч (нім. Dommitzsch) або Домич (в.-луж. Domič) — місто в Німеччині, розташоване в землі Саксонія. Входить до складу району Північна Саксонія. Центр об'єднання громад Домміч.
Домміч — найпівнічніше місто Саксонії.
Площа — 30,20 км2. Населення становить 2426 ос. (станом на 31 грудня 2020).